# لئوپولد، دوک اعظم بادن
لئوپولد، دوک اعظم بادن (انگلیسی: Leopold, Grand Duke of Baden؛ زاده ۲۹ اوت ۱۷۹۰ درگذشته ۲۴ آوریل ۱۸۵۲) یک نجیب‌زادگی اهل آلمان بود.